# 李贯英
李贯英（1895年—1971年），字孟雄，河北省怀安县柴沟堡镇人。民主人士、革命知识分子。1952年任张家口市副市长。
李贯英是蔡元培的学生，是中国著名欧洲文学史专家，一级教授。